# Oxidação biológica dos álcoois
Naturalmente, muitos alimentos consumidos por animais possuem etanol — álcool primário — em sua composição. Isso ocorre porque microrganismos, como a levedura (Saccharomyces cerevisiae), são capazes de realizar fermentação alcoólica, convertendo carboidratos do alimento em etanol como forma de obtenção anaeróbica de energia. Em excesso, este álcool é tóxico ao organismo, podendo envenenar o cérebro e ser, inclusive, letal. Como consequência da pressão seletiva caudada pela presença de etanol em alimentos, mecanismos metabólicos de defesa evoluíram de forma a mitigar os prejuízos da ingestão dessa molécula, caracterizando-se a oxidação biológica de álcoois.

## Oxidação do etanol
A oxidação biológica do etanol, tal qual a oxidação de qualquer outro álcool primário — tanto em ambientes bióticos, quanto abióticos —, seguirá conforme as etapas já descritas, com algumas particularidades. Nesse sentido, vale recordar a oxidação dos alcoóis primários de forma geral.
A oxidação de um álcool primário ocorre quando o carbono ligado ao grupo hidroxila perde uma ligação sigma com um átomo de hidrogênio, ganhando uma segunda ligação com o átomo de oxigênio em compensação, formando um aldeído. Esse aldeído sofrerá uma nova oxidação, perdendo mais uma ligação de hidrogênio e ganhando uma ligação com um grupo hidroxila no lugar, formando, junto à ligação dupla com o oxigênio, o grupo funcional carboxila — caracterizando a molécula como um ácido carboxílico:

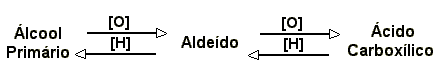
Oxidação de um álcool primário

No caso da oxidação biológica, que, em humanos ocorre principalmente no fígado, as etapas de transformação química são catalisadas por enzimas, e há um agente oxidante diferente dos usuais não-biológicos. As principais enzimas envolvidas são a álcool-desidrogenase (ADH) — que atua no citosol e catalisa a reação de oxidação do álcool a aldeído — e a aldeído-desidrogenase (ALDH) — que atua na mitocôndria e catalisa a reação de oxidação do aldeído ao ácido carboxílico correspondente. A respeito do agente oxidante, trata-se do dinucleotídeo de nicotinamida e adenina (NAD+), que cumpre o papel de carreamento de elétrons em várias vias metabólicas além da oxidação de álcoois. Suas reações de oxirredução podem ser observadas na figura:

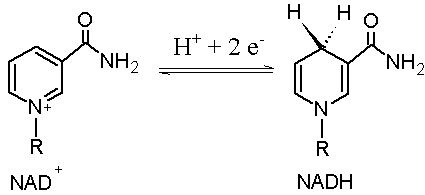
Oxidação e redução do NAD (a redução é a reação da esquerda para a direita, enquanto a reação de oxidação é aquela que ocorre da direita para esquerda)

A partir disso, a oxidação biológica do etanol pode ser caracterizada em duas etapas. A primeira etapa, catalisada por ADH, é uma oxirredução envolvendo etanol (agente redutor) — álcool primário — e NAD+ (agente oxidante). Nesse processo, há a transferência de dois elétrons e um próton, na forma de íon hidreto, do agente doador para o agente aceptor, havendo oxidação e redução nessas moléculas, respectivamente. Com efeito, forma-se acetaldeído — aldeído — e NADH, além da liberação de um próton (H+). A segunda etapa consiste em uma nova reação de oxirredução, dessa vez catalisada pela enzima ALDH, na qual há a transferência de dois elétrons e um próton, na forma de hidreto, oriundos do acetaldeído (agente redutor) para um outro NAD+ (agente oxidante). Logo, há formação de NADH e de ácido acético — ácido carboxílico — que em condições fisiológicas desprotona em acetato, além de liberação de H+.

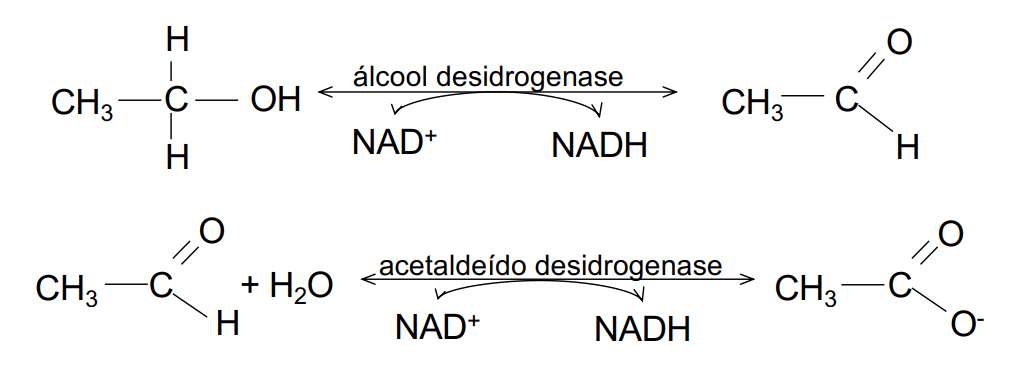
Esquema da oxidação biológica de etanol e acetaldeído

### Efeitos da oxidação no organismo
O acetaldeído, mais lentamente oxidado, é o agente causador dos efeitos de ebriedade, como perda de coordenação motora e dores de cabeça, assim como é um agente carcinogênico devido à sua capacidade de inibição de mecanismos de manutenção da integridade do DNA.
Além disso, com a oxidação de moléculas de etanol, há a diminuição dos níveis de NAD+ disponível, porque é transformado em NADH. Porém, é necessário um aporte adequado de NAD+ para a oxidação de etanol e de outros substratos. Para isso, há dois mecanismos gerais de regeneração de NADH: reoxidação aeróbica na fosforilação oxidativa e a reoxidação anaeróbica em vias fermentativas. Quando a primeira está sobrecarregada, estimula-se a atividade da segunda.
No caso de humanos, o mecanismo de regeneração anaeróbica é a fermentação lática, em que os elétrons do NADH são doados ao piruvato, molécula associada ao metabolismo de glicose. Com efeito, forma-se ácido lático, que, em condições fisiológicas, sofre desprotonação gerando lactato e liberando H+ no sangue. Com o excesso de metabolização de etanol, pois, há o risco do excesso de H+ liberado superar a capacidade de tamponamento do sangue, havendo acidificação, condição patológica grave e potencialmente letal.
Quando o organismo está em jejum, o fígado é estimulado a produzir glicose na via gliconeogênica a partir de precursores, como o piruvato, de modo a se manter a glicemia adequada. Porém, devido ao estímulo elevado da fermentação lática após o consumo excessivo de etanol, os níveis de piruvato caem e o fígado não consegue produzir quantidades adequadas de glicose necessária à homeostase glicêmica. Consequentemente, há ocorrência de hipoglicemia, quadro clínico muito grave, que pode ser fatal se não houver intervenção médica; afinal, alguns órgãos, como o cérebro, são muito dependentes de glicose para obter sua energia. Tal é o motivo que se faz necessário aplicações de soros glicolíticos em pacientes de coma alcoólico.

## Oxidações tóxicas

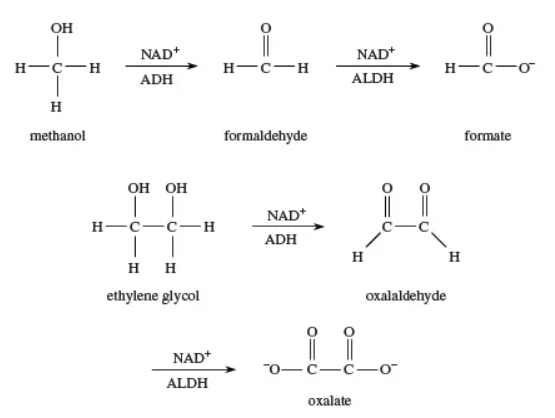
Oxidação de metanal a formaldeído e de formaldeído a ácido fórmico. Oxidação do etileno glicol a glioxal e de glioxal a ácido oxálico.

Em geral, o principal álcool metabolizado pelos animais é o etanol e o principal aldeído, o acetaldeído. Contudo, as enzimas que catalisam tais oxidações são compatíveis com outros substratos também, cada qual com sua respectiva função orgânica, tornando os processos muito semelhantes. Porém, diferentemente do etanol e dos metabólitos gerados pela oxidação dele, a ingestão de outros alcoóis de caráter mais xenobióticos a humanos pode ser mortal. Por exemplo, consumir metanol em pequenas quantidades — aproximadamente duas colheres de chá — pode causar cegueira e uma dose pouco maior, a morte. Isso porque as substâncias formadas pela oxidação desse composto (formaldeído e ácido fórmico) são muito tóxicas e rapidamente atacam as células da retina, causando a cegueira, atacando posteriormente células de tecidos vitais. Outro exemplo, é o etileno glicol, presente em anticongelantes, cujos derivados pela oxidação (glioxal e ácido oxálico) são responsáveis pela morte de muitos animais que consomem o etileno glicol, de sabor doce, mal descartado.
Nesses casos de intoxicação, o ideal é injetar pequenas doses de etanol no organismo afetado, com o objetivo de diminuir as quantidades de álcool tóxico (seja metanol ou etileno glicol) que é oxidado. O fato decorre de uma mesma enzima ser compatível com mais de um substrato. Ou seja, haverá uma competição por catalise entre o etanol (menos danoso) e a outra substância em questão, retardando as reações de oxidação dessa segunda, dando mais tempo aos rins excretarem os compostos tóxicos presentes no organismo.